# David Hollaz

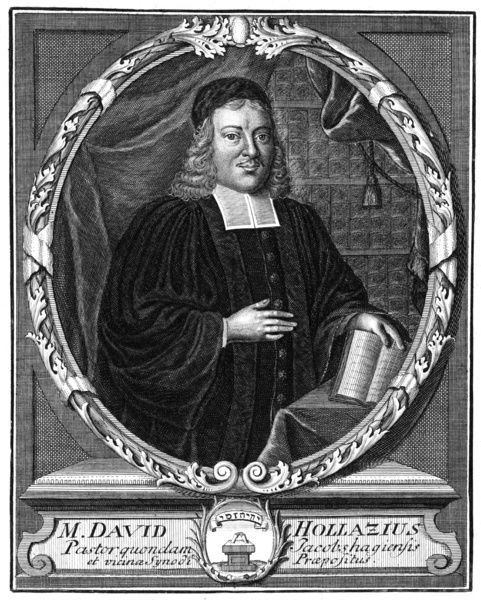
David Hollaz

David Hollaz (alternative Schreibweise: Hollatz, lat. Hollatius; * 1648 in Wulkow bei Stargard, Pommern; † 17. April 1713 in Jakobshagen, Kreis Saatzig, Pommern) war ein deutscher protestantischer Theologe (Lutherischer Dogmatiker).

## Leben
Hollaz wurde als Sohn des Amtmanns Michael Hollaz geboren. Nach dem Besuch der Schulen in Stargard und Landsberg an der Warthe bezog er das Gymnasium in Erfurt sowie ab dem 17. Juni 1668 die Universität Wittenberg. Dort waren Abraham Calov, Johann Andreas Quenstedt, Johann Christian Kirchmayer und Johannes Meisner seine theologischen Lehrer.
1670 wurde er als Prediger in die Gemeinde Pützerlin bei Stargard berufen und 1681 übernahm er dasselbe Amt zusätzlich in Stargard. 1683 avancierte er zum Konrektor im gleichen Ort. 1683 erwarb er an der Universität Wittenberg den akademischen Grad eines Magisters. 1684 wurde er, als Nachfolger von Valerius Jasche, Rektor des Lyceums in Kolberg. 1692 erreichte Hollaz mit seiner Ernennung zum Propst in Jakobshagen den Höhepunkt seiner Karriere und verstarb dort im Alter von 65 Jahren.
Verheiratet war Hollaz in erster Ehe mit Elisabeth Tesmar, einer Tochter seines Kollegen Joachim Tesmar in Pützerlin. Die zweite Ehe schloss er mit Elisabeth Schöning, der Tochter des Propstes in Jakobshagen. Als diese 1693 starb, verehelichte sich Hollaz mit Ilse Wirbitz. Mit seinen drei Ehefrauen hatte Hollaz zusammen 13 Kinder.
Sein Sohn David Hollaz (1679–1743) wurde als Pastor und Propst in Jakobshagen der Nachfolger seines Vaters.
Sein Enkel David Hollaz (1704–1771) wirkte als Pastor in Güntersberg bei Zachan (Pommern) und stand als religiöser Schriftsteller der Herrnhuter Brüdergemeine nahe.

## Werke
Für seine Schüler schrieb Hollaz 1707 sein Examen theologicum acroamaticum universam theologiam thetico-polemicam complectens. Dieses Werk, ein großes System der lutherischen Orthodoxie, hatte über fünfzig Jahre Geltung und machte Hollaz weit über seinen Wirkungskreis hinaus bekannt.
- Examen theologicum acroamaticum. Stargard 1707; Neudruck Wissenschaftliche Buchgesellschaft, Darmstadt 1971.
- Scrutinium veritatis in mysticorum dogmata. Wittenberg 1711.
- Ein gottgeheiligt dreifaches Kleeblatt. 1713.